# Canal de jonction de Nancy/Schéma
Cette page est une annexe de l'article « Canal de jonction de Nancy ».

## Profil
Pour des raisons techniques, il est temporairement impossible d'afficher le graphique qui aurait dû être présenté ici.

(1) altitudes aux écluses dans le référentiel NGF Lallemand (1) Nivellement général de la France

## Tracé
| GRZq | GRZq | uFABZq+lr | GRZq | GRZq |

| leer | leer | uSTR | leer | leer |

| leer | RYq | uLock3 | RYq | leer |

| leer | leer | uSTR | leer | leer |

| leer | leer | uLock3 | leer | leer |

| leer | STRq | umKRZu | STRq | leer |

| leer | leer | uSTR | leer | leer |

| leer | REq | uLock3 | REq | leer |

| leer | leer | uSTR | leer | leer |

| leer | leer | uLock3 | leer | leer |

| leer | leer | uSTR | leer | leer |

| leer | REq | uLock3 | REq | leer |

| leer | leer | uSTR | leer | leer |

| leer | RAq | uLock3 | RAq | leer |

| leer | leer | uSTR | leer | leer |

| leer | leer | uLock3 | leer | leer |

| leer | leer | uSTR | leer | leer |

| leer | leer | uLock3 | leer | leer |

| leer | leer | uSTR | leer | leer |

| leer | leer | uLock3 | leer | leer |

| leer | leer | uSTR | leer | leer |

| leer | leer | uLock3 | leer | leer |

| leer | leer | uSTR | leer | leer |

| leer | leer | uLock3 | leer | leer |

| leer | leer | uSTR | leer | leer |

| leer | leer | uLock3 | leer | leer |

| leer | leer | uSTR | leer | leer |

| leer | REq | uSKRZ-Eu | REq | leer |

| leer | leer | uLock3 | leer | leer |

| leer | RAq | uSKRZ-Au | RAq | leer |

| leer | uexSTR+l | ueFABZgr+r | leer | leer |

| leer | uexSKRZ-Au | uSKRZ-Au | RAq | leer |

| leer | uexSKRZ-Au | uLock3 | RAq | leer |

| leer | uexSTR | uSTR | leer | leer |

| leer | uexSTR | uLock3 | leer | leer |

| leer | uexSTR | uSTR | leer | leer |

| leer | exhKRZWaeq | umKRZu | STRq | leer |

| leer | uexSTR | uLock3 | leer | leer |

| leer | uexSTR | uSTR | leer | leer |

| leer | uexSTR | uLock3 | leer | leer |

| leer | uexSTR | uSTR | leer | leer |

| leer | uexSKRZ-Yu | uLock3 | RYq | leer |

| uexCONTgq | uxSTRpr | ueFABZglr+lr | uexSTRq | uexCONTfq |

| GRZq | uexCONTf | uFABZqlr | GRZq | GRZq |

Légende du Schéma
| Légende                        | PK     | Désignation                                          | Désignation                             |     |
| ------------------------------ | ------ | ---------------------------------------------------- | --------------------------------------- | --- |
|                                |        |                                                      |                                         |     |
| RAq · RYq · uLock3 · RYq · REq | 00.000 | Écluse n° XX (Nom de la route) de .....Versant ..... | Écluse avec pont sur tête amont ou aval |     |
| RAq                            | RYq    | uLock3                                               | RYq                                     | REq |

## Sources
- Direction générale des chemins de fer et des routes., Guide officiel de la navigation intérieure : avec itinéraires graphiques des principales lignes de navigation et carte générale des voies navigables de la France : (5e édition, revue et augmentée) / dressé par les soins du ministère des Travaux publics (Direction des routes, de la navigation et des mines), vol. 1, Paris, Baudry et Cie (Paris), 1891, 586 p. (lire en ligne), p. 378 et suite.
- Géoportail (dont ses anciennes cartes et photographies aériennes) et/ou OpenStreetMap, pour divers points de détails.
- « Carte des ouvrages », sur Le site de la Direction territoriale de VNF Nord -Est (consulté le 24 septembre 2018)